# Flashdance
Flashdance je americký romantický muzikálový film s taneční tematikou natočený roku 1983 anglickým režisérem Adrianem Lynem. Hlavní roli ztvárnila Jennifer Beals. Hudbu k filmu napsal Giorgio Moroder a za titulní skladbu "Flashdance... What a Feeling" získal Oscara.

## Děj
Alexandra "Alex" Owens (Jennifer Beals) je osmnáctiletá svářečka v ocelárně v Pittsburghu v Pensylvánii, která žije se svým psem Gruntem v přestavěném skladišti. Touží se stát profesionální tanečnicí, ale nemá žádné formální taneční vzdělání a pracuje jako noční kabaretiérka v Mawby's, baru a grilu v sousedství. Alex nemá rodinu, a tak se sbližuje se svými spolupracovníky v Mawby's, z nichž někteří také usilují o větší umělecké úspěchy. Servírka Jeanie (Sunny Johnsonová) trénuje krasobruslení, zatímco její přítel, kuchař Richie (Kyle T. Heffner), doufá, že se stane stand-up komikem.
Jedné noci Alex upoutá pozornost zákazníka Nicka Hurleyho (Michael Nouri), majitele ocelárny, kde pracuje. Poté, co se Nick dozví, že Alex je jednou z jeho zaměstnankyň, pronásleduje ji v práci, ačkoli Alex jeho návrhy odmítá. Alex také osloví Johnny C. (Lee Ving), který chce, aby tančila v jeho nedalekém striptýzovém klubu Zanzibar.
Poté, co se Alex poradila se svou mentorku, vysloužilou baletkou Hannou Longovou (Lilia Skala), se pokusí přihlásit na Pittsburskou taneční konzervatoř. Rozsah přijímacího řízení, které zahrnuje uvedení všech předchozích tanečních zkušeností a vzdělání, ji však vyděsí, a tak odejde, aniž by se přihlásila. Při odchodu z Mawby's jsou jednoho večera Richie a Alex napadeni Johnnym C. a jeho bodyguardem Cecilem. Nick zasáhne a poté, co odvede Alex domů, spolu začnou mít vztah.
Jeanie během svého vystoupení na krasobruslařské soutěži dvakrát spadne a poražená sedí na ledě, než jí někdo pomůže. Zklamaná svým selháním a odchodem Richieho, který se rozhodl zkusit štěstí v Los Angeles, začne Jeanie chodit s Johnnym C. a pracovat jako jedna z jeho striptérek na Zanzibaru. Poté, co se od Jakea dozví o Jeaniině situaci, ji Alex najde a odvleče ji ze Zanzibaru. Jeanie je naštvaná, ale brzy si uvědomí svou chybu.
Poté, co Alex jednoho večera spatří Nicka s nějakou ženou na baletu, hodí do okna jeho domu kámen, aby zjistila, že to byla jeho bývalá manželka (Belinda Bauerová), se kterou se setkal na charitativní akci. Alex se s Nickem usmíří a ona najde odvahu přihlásit se na konzervatoř. Nick využije svých kontaktů s uměleckou radou, aby Alex dostal na konkurz. Když to Alex zjistí, je na Nicka naštvaná, protože nedostala příležitost na základě zásluh, a rozhodne se konkurz neabsolvovat. Když Alex vidí výsledky neúspěšných snů ostatních a po náhlé smrti Hanny, začíná být zoufalá ze své budoucnosti, ale nakonec se rozhodne konkurz zkusit.
Na konkurzu Alex zaváhá, ale začne znovu a úspěšně dokončí taneční číslo složené z pohybů, které studovala a trénovala, včetně breakdance, který viděla v ulicích Pittsburghu. Komise reaguje příznivě a Alex radostně vychází z konzervatoře, kde na ni čekají Nick a Grunt s kyticí růží.